# إقليم القاهرة

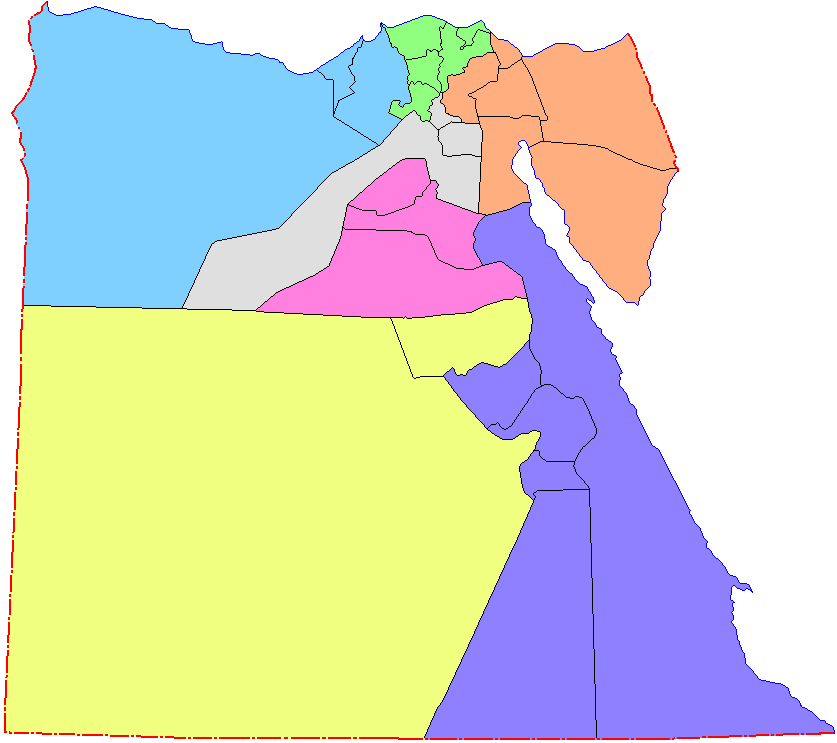
خريطة أقاليم مصر الاقتصادية:
إقليم القاهرة الكبرى.

إقليم القاهرة هو الإقليم الأول من أقاليم مصر السبعة ، ويعتبر إقليم العاصمة السياسية للجمهورية ، ويضم بجانب محافظة القاهرة كل من محافظات الجيزة والقليوبية بمساحة إجمالية 17342 كم2 (4,1 مليون فدان) تمثل نحو 1,73 % من جملة
مساحة الجمهورية. كما يقطن بالإقليم نحو 17,7 مليون نسمة يمثلون 25,2 % من جملة سكان الجمهورية في عام 2005 (ونحو 21,969,528 نسمة حسب تعداد 2015).

ويختلف إقليم القاهرة عن إقليم القاهرة الكبرى الذي يعتبر كيانًا إداريًّا يضم مدينة/ محافظة القاهرة ، والمناطق الحضرية (مدينة الجيزة) من محافظة الجيزة ومدينة شبرا الخيمة والخصوص والعبور والخانكة وقليوب وبنها والقناطر الخيرية من محافظة القليوبية.

## الملامح الطبيعية والإدارية
يقع إقليم القاهرة في الملتقى بين دلتا النيل وواديه الجنوبي ، حيث يحده شمالًا إقليم الدلتا ، وجنوبًا إقليم شمال الصعيد ، وشرقًا إقليم قناة السويس ، وغربًا إقليم الإسكندرية. ويتميز عامةً بالسطح المستوي ، وبانحدارات متفاوتة عبر أرجاء الإقليم ؛ إذ أن السطح أكثر استواءً في الجنوب عن الشمال ، كما أن الانحدار العام فيه من الشرق إلى الغرب.

وتتنوع أراضي الإقليم بصفة عامة من الزراعية بنسبة أكبر في محافظتي القليوبية والجيزة إلى الصحراوية المستوية بصفة عامة على أطراف الإقليم ، مع وجود بعض الهضاب والمرتفعات مثل هضبة المقطم ، ويمتد الإقليم غرب وشرق ضفتي النيل لنحو 120 كم. وينحصر الإقليم بين دائرتي عرض 04َ 27 ْ و03َ 03ْ شمالًا ، وبين خطي طول 02َ 27 ْو 55َ 31 ْشرقًا.

## المناخ
ويتسم المناخ في الإقليم بالتجانس إلى حد كبير ، وإن كان لوجود بعض أجزاء الإقليم في الصحراء الشرقية والغربية أثر واضح على وجود بعض الاختلافات في عناصر المناخ. فالنطاق الصحراوي الجنوبي الغربي يضم الواحات البحرية بما تتميز به من مناخ صحراوي مختلف عن شماله الذي يعتبر جغرافيًّا جزءًا من دلتا النيل ، كما أنه أكثر حرارة وأقل رطوبة في فصل الصيف عن باقي جهات الإقليم ، وتقل سرعة الرياح كلما اتجهنا جنوبًا داخل الإقليم ، كما يتزايد التساقط المطري مع التحرك شمالًا.

## الهيكل الإداري
يتكون الهيكل الإداري لإقليم القاهرة من ثلاث محافظات هي: (القاهرة والجيزة والقليوبية) ، حيث يضم عدد 16 مركزًا و19 مدينة و469 قرية ( 100 قرية رئيسية ، 369 قرية تابعة ) كما تضم محافظة القاهرة 31 حيًّا ، وتضم مدينة الجيزة 7 أحياء ، بينما تضم مدينة شبرا الخيمة 2 حي.
| المحافظة  | المساحة الكلية | المساحة الكلية | %     | المراكز | المدن [*] | القرى [**] | تابعة | الأحياء |
| المحافظة  | كم2            | فدان           | %     | المراكز | المدن [*] | القرى [**] | تابعة | الأحياء |
| --------- | -------------- | -------------- | ----- | ------- | --------- | ---------- | ----- | ------- |
| القاهرة   | 3085,12        | 734,3          | 17,8  | —       | 1         | —          | —     | 31      |
| الجيزة    | 13184          | 3137           | 76    | 9       | 10        | 52         | 172   | 7       |
| القليوبية | 1072,8         | 255,3          | 6,2   | 7       | 8         | 48         | 197   | 2       |
| الإجمالي  | 17342          | 4126,6         | 100 % | 16      | 19        | 100        | 369   | 40      |

## الملامح السكانية والعمرانية

### الملامح السكانية
تتضمن الملامح السكانية للإقليم دراسة كل من الحجم والزيادة السكانية ، والتوزيع النسبي لسكان محافظات الإقليم ، والتركيب الحضري/الريفي ، والهجرة بمحافظات الإقليم. وبلغ إجمالي حجم سكان إقليم القاهرة نحو 14,8 مليون نسمة وفقًا لتعداد 1996 ، ووفقًا لتقديرات عام 2005 فقد بلغ حجم السكان بالإقليم نحو 17,7 مليون نسمة ، محتلًّا بذلك المرتبة الأولى بين أقاليم الجمهورية وبنسبة تبلغ 25,2 % من إجمالي سكان الجمهورية.

ومن المتوقع أن يصل حجم الزيادة السكانية بالإقليم إلى نحو 5,9 مليون نسمة في الفترة 2005–2022 ليبلغ تعداد سكان الإقليم نحو 23,6 مليون نسمة عام 2022 ، وتمثل هذه الزيادة نحو 26,5 % من الزيادة الكلية المتوقعة لسكان الجمهورية خلال نفس الفترة.

أما عن التوزيع النسبي للسكان بمحافظات الإقليم فقد تبين أن حوالي 56,9 % من الحجم السكاني عام 2005 قد تركز في محافظتي الجيزة والقليوبية بنسب 33,6 % ، 23,3 % على التوالي ، لتأتي محافظة القاهرة بذلك في المرتبة الأولى بنسبة 43,1 %.
- تقديرات الحجم والتوزيع النسبي لسكان محافظات إقليم القاهرة لعام 2005:

| المحافظة  | عدد السكان | التوزيع النسبي |
| --------- | ---------- | -------------- |
| القاهرة   | 7628,0     | 43,1 %         |
| الجيزة    | 5942,0     | 33,6 %         |
| القليوبية | 4108,0     | 23,3 %         |
| الإجمالي  | 17678,0    | 100 %          |

وعن التركيب الحضري/الريفي للسكان تبرز الصفة الحضرية للإقليم حيث لا يشكل سكان الريف إلا نحو 27 % فقط من إجمالي سكان الإقليم عام 2005 ، بينما تقدر نسبة سكان الحضر نحو 73 % من جملة سكان الإقليم لنفس العام.
| المحافظة  | عدد السكان | عدد السكان | إجمالي السكان |
| المحافظة  | حضر        | ريف        | إجمالي السكان |
| --------- | ---------- | ---------- | ------------- |
| القاهرة   | 7,628      | —          | 7,628         |
| الجيزة    | 3,613      | 2,329      | 5,942         |
| القليوبية | 1,673      | 2,435      | 4,108         |
| الإجمالي  | 12,914     | 4,764      | 17,678        |

وتسهم الهجرة في النمو السكاني لمحافظات إقليم القاهرة بالموجب ؛ حيث يعتبر إقليم القاهرة أكثر أقاليم الجذب السكاني في الجمهورية ، وتتصدر محافظتي القاهرة والجيزة محافظات الإقليم في جذب المهاجرين إليها ، لتركز الأنشطة والخدمات بها.

### الملامح العمرانية
تمثل الملامح العمرانية محورًا هامًّا في دراسات الإقليم حيث أنها تربط بين الملامح الطبيعية والإدارية (البعد المكاني) والملامح السكانية ، ويشتمل عرض الملامح العمرانية على توزيع استخدامات الأراضي بمحافظات إقليم القاهرة ، والكثافات السكانية العمرانية ، والفئات الحجمية بمدن الإقليم.

وتبلغ المساحة المأهولة للإقليم 2412,6 كم2 بنسبة 14 % من إجمالي مساحته والباقي أراضي صحراوية ، وبتحليل استخدامات الأراضي بمحافظات إقليم القاهرة وفقًا لآخر البيانات المنشورة يتضح أن المناطق الزراعية داخل وخارج الزمام تشغل المسطح الأكبر من المساحة المأهولة وبما يمثل ثلاثة أرباعها تقريبًا ( 75,5 %) ، بينما يتمثل أقل مسطح في الأراضي البور بنحو 8,9 كم2 داخل المساحة المأهولة بالإقليم وبنسبة 0,4 %.